# Оноріо Пуейрредон
Оно́ріо Пуейрредо́н (ісп. Honorio Pueyrredon; 9 червня 1876 — 23 вересня 1945) — аргентинський юрист, професор університету, дипломат і політик. Міністр закордонних справ Аргентини (1917—1922).

## Життєпис
Народившись 9 червня 1876 року у місті Сан-Педро, Буенос-Айрес. У 1896 році закінчив юридичний факультет університету Буенос-Айреса, де згодом викладав.
Спочатку приєднався до Національного Громадського Союзу, пізніше він став помітною фігурою в Радикальному Громадянському Союзі, і був призначений міністром сільського господарства в 1916 році президентом Іполіто Іріґоєном, також був міністром закордонних зв'язків між 1917 і 1922 роками. Був керівником аргентинської делегації на першому зібранні Ліги Націй у Женеві, де він обіймав посаду віце-президента першої асамблеї 1920 року.
У 1922 році був призначений послом Аргентини в Сполучених Штатах, був послом на Кубі через кілька років. Він також був президентом аргентинської делегації на XI Панамериканській конференції, що відбулася в Гавані в 1928 році.
Пуейрредон був обраний губернатором провінції Буенос-Айрес в 1930 році, але вибори були визнані недійсними диктатором Хосе Феліксом Урібуру, чий державний переворот скинув Іполіто Іріґоєна. Він продовжував свою політичну діяльність, твердо дотримуючись ідей Ірігоєна, аж поки не був вигнаний з країни за політичні погляди. Він повернувся до Аргентини через кілька років по тому, і помер у Буенос-Айресі в 1945 році.

## Визнання УНР
5 лютого 1921 року сприяв визнанню Урядом Аргентини Української Народної Республіки. Посол Аргентини у Франції Марсело Торкуато де Альвеара поінформував керівника української делегації на Паризькій мирній конференції графа Михайла Тишкевича про визнання урядом Аргентини УНР, та передав відповідний лист іспанською мовою міністра закордонних справ та культів Аргентини Оноріо Пуейрредона.